# Grupo Desportivo de Ribeira de Pena
O Grupo Desportivo de Ribeira de Pena é um clube português, com sede na vila de Ribeira de Pena, no distrito de Vila Real. O clube foi fundado em 1974. A equipa disputa os seus jogos em casa no Campo do Cavalinho. Na época de 2015-2016 disputa a 1ª divisão distrital da Associação de Futebol de Vila Real.